# Holmtjärnen (Offerdals socken, Jämtland)
Holmtjärnen är en sjö i Krokoms kommun i Jämtland och ingår i Indalsälvens huvudavrinningsområde. Sjön har en area på 0,0676 kvadratkilometer och ligger 627,7 meter över havet. Holmtjärnen ligger i Oldflån-Ansätten Natura 2000-område.

## Delavrinningsområde
Holmtjärnen ingår i det delavrinningsområde (708282-140525) som SMHI kallar för Mynnar i Ansättån. Medelhöjden är 664 meter över havet och ytan är 34,26 kvadratkilometer. Det finns inga avrinningsområden uppströms utan avrinningsområdet är högsta punkten. Skansån som avvattnar avrinningsområdet har biflödesordning 5, vilket innebär att vattnet flödar genom totalt 5 vattendrag innan det når havet efter 315 kilometer. Avrinningsområdet består mestadels av skog (43 procent) och sankmarker (51 procent). Avrinningsområdet har 0,28 kvadratkilometer vattenytor vilket ger det en sjöprocent på 0,8 procent.